# Century rolls
Century rolls is de titel van een pianoconcert gecomponeerd door John Adams.
Adams schreef het werk op verzoek van pianist Emanuel Ax, die een concert zocht dat hij samen met het Cleveland Orchestra (opdrachtgever) onder leiding van Christoph von Dohnányi kon uitvoeren. Die combinatie gaf dan ook de wereldpremière op 25 september 1997 in de Severance Hall, Cleveland (Ohio) met direct daarna nog twee uitvoeringen. De titel verwijst naar een (20e) eeuw (century) lang pianomuziek op pianola’s, rolls verwijst naar de pianolarollen, die populair waren in het eerste helft van die eeuw. Op die pianorollen werden vaak klassieke en jazzwerken verspreid, waarvan (achteraf) geconstateerd werden dat ze wel erg mechanisch klonken. Adams voelde de behoefte het nu eens andersom te doen. De inspiratie van de pianorollen leidde tot een klassiek pianoconcert. Adams liet zich beïnvloeden door bijvoorbeeld opnamen door Fats Waller, George Gershwin, maar ook de muziek van Sergei Rachmaninov, Maurice Ravel en Claude Debussy, populaire componisten op de pianola.
Adams handhaafde bij zijn concert te driedelige klassieke opzet snel-langzaam-snel:
1. First movement; de piano is hier eigenlijk continu aan het woord; aan de ene kant alle kanten op bewegen, aan de andere kant ook soms klinkend als een slaginstrument (hammering)
2. Manny’s Gym brengt rustiger (qua sterkte) muziek; de subtitel verwijst dan ook naar Manny (bijnaam van Ax) en de gymnopédies van Erik Satie; de muziek wordt door Adams omschreven als sensueel ten opzichte van deel 1; relatief rustig voorwaarts zonder een climax te bereiken; zo rustig als het werk van Satie wordt het echter niet..
3. Hail. Bop. Dit slotdeel is zoals gebruikelijk binnen de klassieke muziek een teruggrijpen op de muziek van deel 1. Het draagt de naam van de Komeet Hale-Bopp die aan de Aarde voorbij raasde ten tijde van het componeren. Omdat Adams niet goed op de hoogte was van de astronomie verstond hij Hail. Bop. Dit combineerde hij met de sterke syncopen in het eerste en derde deel; bovendien deed de titel hem denken aan Bop en Bebop, de muziekstromingen.

Orkestratie:
- 1 piccolo, 2 dwarsfluiten, 2 hobo’s, 1 althobo, 2 klarinetten, 1 basklarinet, 2 fagoten
- 3 hoorns, 3 trompetten, 2 trombones
- pauken, 2 man/vrouw percussie waaronder xylofoon, marimba en glockenspiel, harp, celesta
- violen, altviolen, celli, contrabassen

Anders dan andere werken van Adams bereikte Century rolls al snel Nederland. John Adams dirigeerde het in april 1998 twee maal in het Koninklijk Concertgebouw; hij leidde Ax en het Koninklijk Concertgebouworkest. Volgens Boosey and Hawkes werd het meer dan 125 keer gespeeld (gegevens 30 januari 2025), waarbij Ax het over de gehele wereld speelde meestentijds begeleid door de bekendere orkesten. Na een aantal jaren brachten ook minder bekende combinaties het naar het podium.